# パウル・アギラール
パウル・ニコラス・アギラール・ロハス（Paul Nicolás Aguilar Rojas, 1986年3月6日 - ）は、メキシコ・シナロア州コンコルディア出身の元サッカー選手。現役時代のポジションはDF（サイドバック）。

## 来歴
2009年にメキシコ代表デビュー。2010、2014 FIFAワールドカップにも出場した。また、2011、2015 CONCACAFゴールドカップでは優勝した。2016年までに通算56試合に出場、5得点をあげた。

## 所属クラブ
- CFパチューカ 2004-2011

→ インディオス・デ・シウダ・フアレス 2004-2005 (loan)
- クラブ・アメリカ 2011-2020
- FCフアレス 2021-2022

## 代表歴

### 出場大会
- メキシコ代表
  - 2010 FIFAワールドカップ
  - 2014 FIFAワールドカップ

### 試合数
- 国際Aマッチ 56試合 5得点（2009年-2016年）[1]

| メキシコ代表 | 国際Aマッチ | 国際Aマッチ |
| 年           | 出場        | 得点        |
| ------------ | ----------- | ----------- |
| 2009         | 1           | 1           |
| 2010         | 11          | 1           |
| 2011         | 7           | 0           |
| 2012         | 0           | 0           |
| 2013         | 5           | 1           |
| 2014         | 15          | 0           |
| 2015         | 11          | 2           |
| 2016         | 6           | 0           |
| 通算         | 56          | 5           |